# أبو بكر القربي
أبو بكر القربي (1942 -)، وزير الخارجية اليمني منذ 4 أبريل 2001 حتى يونيو 2014.

## عن حياته
- ولد في عدن وليس في البيضاء كما هو مشاع، ويحمل الجنسية الكندية[2]
- في عام 1965 حصل على شهادة البكالوريوس بعلوم وظائف الجسم من جامعة إدنبرة، تبعها بعام 1968 ببكالوريوس طب وجراحة من نفس الجامعة. وبعام 1969 على دبلوم طب المناطق الحارة من جامعة ليفربول، وبعام 1972 حصل على الدبلوم بعلم الأمراض من جامعة لندن.
- حصل على الزمالة بعدد من الكليات العالمية:
  - زمالة الكلية الملكية البريطانية للأمراض الباطنية بعام 1974.
  - زمالة الكلية الملكية الكندية للأمراض الباطنية والجراحة بعام 1975.
  - زمالة الكلية البريطانية لعلم الأمراض بعام 1976.
  - زمالة الكلية الملكية للأمراض الباطنية في لندن بعام 1990.
- تدرج في عدد من الوظائف كطبيب وأخصائي واستشاري، حيث عمل أستاذًا في كلية الطب بجامعة والهوس بكندا بالفترة من عام 1974 إلى عام 1978، وفي عام 1979 عمل كأستاذ مشارك بجامعة صنعاء، ثم عميدًا لكلية العلوم الصحية بالجامعة من عام 1979 إلى عام 1983، وعميدًا لكلية الطب في الجامعة من عام 1982 إلى عام 1987، كما عين نائبًا لرئيس الجامعة بالفترة من 1982 إلى 1993.
- في عام 1993 عين وزيرًا للتربية والتعليم، واستمر بالمنصب حتى عام 1994.
- عضو المجلس الاستشاري 1997م-2001م.[3]
- في 4 أبريل 2001 عين وزيرًا للخارجية، وأعيد تعيينه بنفس المنصب في مايو من عام 2003 و11 فبراير 2006 وعام 2007. وفي 7 ديسمبر 2011م اعيد تعينه للمرة الرابعة وزيرا للخارجية اليمنية في حكومة باسندوة لكنه لم يستمر في الحكومة وتم اعفائه من منصب وزير الخارجية وتعيينه عضواً في مجلس الشورى في 11 يونيو 2014 م[4]